# Pimpinella pruatjan
Pimpinella pruatjan är en växtart i släktet bockrötter (Pimpinella) och familjen flockblommiga växter. Den beskrevs av Julian Hendrik Molkenboer 1851.
Arten är en perenn ört som förekommer på Java i Indonesien.